# Aziz Behich
Aziz Eraltay Behich (Melbourne, 1990. december 16. –) ausztrál válogatott labdarúgó, a szaúdi en-Naszr hátvédje kölcsönben a Melbourne City csapatától.

### A válogatottban
| Válogatott | Év       | Pályára lépés | Gól |
| ---------- | -------- | ------------- | --- |
| Ausztrália | 2012     | 5             | 2   |
| Ausztrália | 2014     | 3             | 0   |
| Ausztrália | 2015     | 4             | 0   |
| Ausztrália | 2017     | 7             | 0   |
| Ausztrália | 2018     | 10            | 0   |
| Ausztrália | 2019     | 8             | 0   |
| Ausztrália | 2021     | 9             | 0   |
| Ausztrália | 2022     | 10            | 0   |
| Ausztrália | 2023     | 2             | 0   |
| Összesen   | Összesen | 58            | 2   |

#### Góljai a válogatottban
| # | Időpont           | Helyszín                   | Ellenfél | Gólok | Eredmény | Kiírás                        |
| - | ----------------- | -------------------------- | -------- | ----- | -------- | ----------------------------- |
| 1 | 2012. december 9. | Hongkong Stadion, Hongkong | Tajvan   | 5–0   | 8–0      | 2013-as EAFF Kelet-Ázsia-kupa |
| 2 | 2012. december 9. | Hongkong Stadion, Hongkong | Tajvan   | 7–0   | 8–0      | 2013-as EAFF Kelet-Ázsia-kupa |